# Ignacio Gutiérrez 5.ª Sección
Ignacio Gutiérrez 5.ª Sección es una localidad del municipio de Huimanguillo ubicado en la subregión de la Chontalpa del estado mexicano de Tabasco.

## Geografía
La localidad de Ignacio Gutiérrez 5.ª Sección se sitúa en las coordenadas geográficas 17°55′35″N 93°48′43″O / 17.926389, -93.811944, a una elevación de 10 metros sobre el nivel del mar.

## Demografía
Según el Conteo de Población y Vivienda 2020, efectuado por el Instituto Nacional de Estadística y Geografía, la localidad de Ignacio Gutiérrez 5.ª Sección tiene 474 habitantes, de los cuales 241 son del sexo masculino y 233 del sexo femenino. Su tasa de fecundidad es de 2.82 hijos por mujer y tiene 120 viviendas particulares habitadas.
| Gráfica de evolución demográfica de Ignacio Gutiérrez 5.ª Sección entre 1995 y 2020 |
|                                                                                     |
| INEGI.                                                                              |